# Ангат
Ангат (нім. Angath) — містечко й громада округу Куфштайн у землі Тіроль, Австрія.
Ангат лежить на висоті 500 м над рівнем моря і займає площу 3,50 км². Громада налічує 946 мешканців.
Густота населення 270/км².
Ангат розташовано неподалік від Вергля, у долині річки Інн, на північ від неї. Крім власне Ангата до громади входить ще декілька невеличких хуторів. У 15-16 століттях Ангат був центром річкового судноплавства.
|                                |
| Ангат на мапі округу та землі. |

 Адреса управління громади: Dorfplatz 1, 6321 Angath.